# 康永
康永（1342年6月1日至1345年11月15日）是日本北朝的年號之一。這個時代的天皇是光明天皇，由光嚴上皇開設院政。室町幕府的征夷大將軍是足利尊氏。

## 改元
- 曆應五年四月二十七日（1342年6月1日）改元康永
- 康永四年十月二十一日（1345年11月15日）改元貞和

## 出處
- 《漢書》

## 紀年、西曆、干支對照表
| 康永       | 元年     | 二年     | 三年     | 四年     |
| 南朝年號   | 興國三年 | 興國四年 | 興國五年 | 興國六年 |
| 儒略曆日期 | 1342年   | 1343年   | 1344年   | 1345年   |
| 干支       | 壬午     | 癸未     | 甲申     | 乙酉     |